# Novovoskresenski
Novovoskresenski (en ruso: Нововоскресенский) es un jútor del raión de Novokubansk, en el krai de Krasnodar de Rusia. Está situado en la orilla izquierda del río Urup, 62 km al sureste de Novokubansk y 192 km al sureste de Krasnodar. Tenía 29 habitantes en 2010.
Pertenece al municipio Beskórbnoye.